# Strogui (destroyer, 1967)
Pour les autres navires du même nom, voir Strogui (destroyer).
Le Strogui est un destroyer de la classe Kachine ayant servi dans la marine soviétique puis russe,.

## Historique
Sa quille est posée le 22 février 1966, il est lancé le 29 avril 1967 par le chantier naval 61 Communards à Nikolaïev et est mis en service le 24 décembre 1968.
Le 15 juillet 1986, il entre en collision avec le croiseur de la classe Kara Nikolaïev lors d'exercices en mer du Japon.
Le 30 juin 1993, il est retiré du service et vendu à l'Inde en vue d'une démolition, mais en cours de route, le navire sombre au large de Singapour en 1995.